# 権現堂川用水路
権現堂川用水路（ごんげんどうがわようすいろ）は、埼玉県幸手市・北葛飾郡杉戸町を流れる農業用水路である。

## 概要
埼玉県幸手市大字権現堂の利根川水系中川（1892年(明治25年)の開削当時は権現堂川）より分水し、主として中川の南側・西側を沿うように流下し、中川南側の水田地域を灌漑する。幸手市内国府間・北2丁目・北3丁目の境界にて西より流下してくる北側用水路と合流し、権現堂川用水路に加水される。流域は水田地域がほとんどである。流路の詳細については以下の流路節を参照されたい。幸手市大字内国府間の中川の土手の上には権現堂川用水記念碑が建ち、また同地周辺には新圦などが2010年に「権現堂川用水樋管群」として土木学会選奨土木遺産に選ばれる。
合流
- 北側用水路

## 流路
- 水源：中川
- 起点：埼玉県幸手市大字権現堂
- 権現堂川の対岸の中川より分水し、中川の土手をくぐり国道4号の東方を並行し、大字内国府間を南へ流下する。
- 国道4号橋梁「桜橋」の東側にて西より流下してくる北側用水路と合流し、加水を受ける。合流地点より流路を南東へ変える。
- 北3丁目（北側）と北2丁目（南側）の境界を南東へ流下する。
- 大字権現堂（北側）と大字幸手（南側）の境界を南東へ流下する。
- 埼玉県道371号下吉羽幸手線の南方に沿うように大字上吉羽・大字神明内を東へ流下する。
- 大字木立にて埼玉県道371号下吉羽幸手線の橋梁をくぐり、同道の北側に沿い大字木立を東流する。
- 大字下吉羽にて流路を湾曲しながら南へ変え、大字下吉羽のほぼ中央部を流下する。
- 中川の西方に並行し、大字平野・大字中野・大字長間の東部を南へ流下する。
- 北葛飾郡杉戸町大字並塚の東部を中川に並行し南へ流下する。
- 埼玉県道183号次木杉戸線の橋梁をくぐり、西方より流下してくる神扇落を伏せ越し、埼玉県道319号惣新田春日部線の西側に沿って大字並塚を南へ流下する。
- 大字才羽に入ったところで一旦埼玉県道319号惣新田春日部線と離れ、流路が西へ湾曲するが再び流路を南東方向に変え、大字才羽を抜ける直前に埼玉県道319号惣新田春日部線を東側へ横断する。
- 大字北蓮沼にて再び中川のすぐ西方を南へ流下するようになる。
- 大字大塚にて中川の土手をくぐり、権現堂川用水路は中川の右岸に自然合流し終点となる。
- 終点：中川

## 橋梁

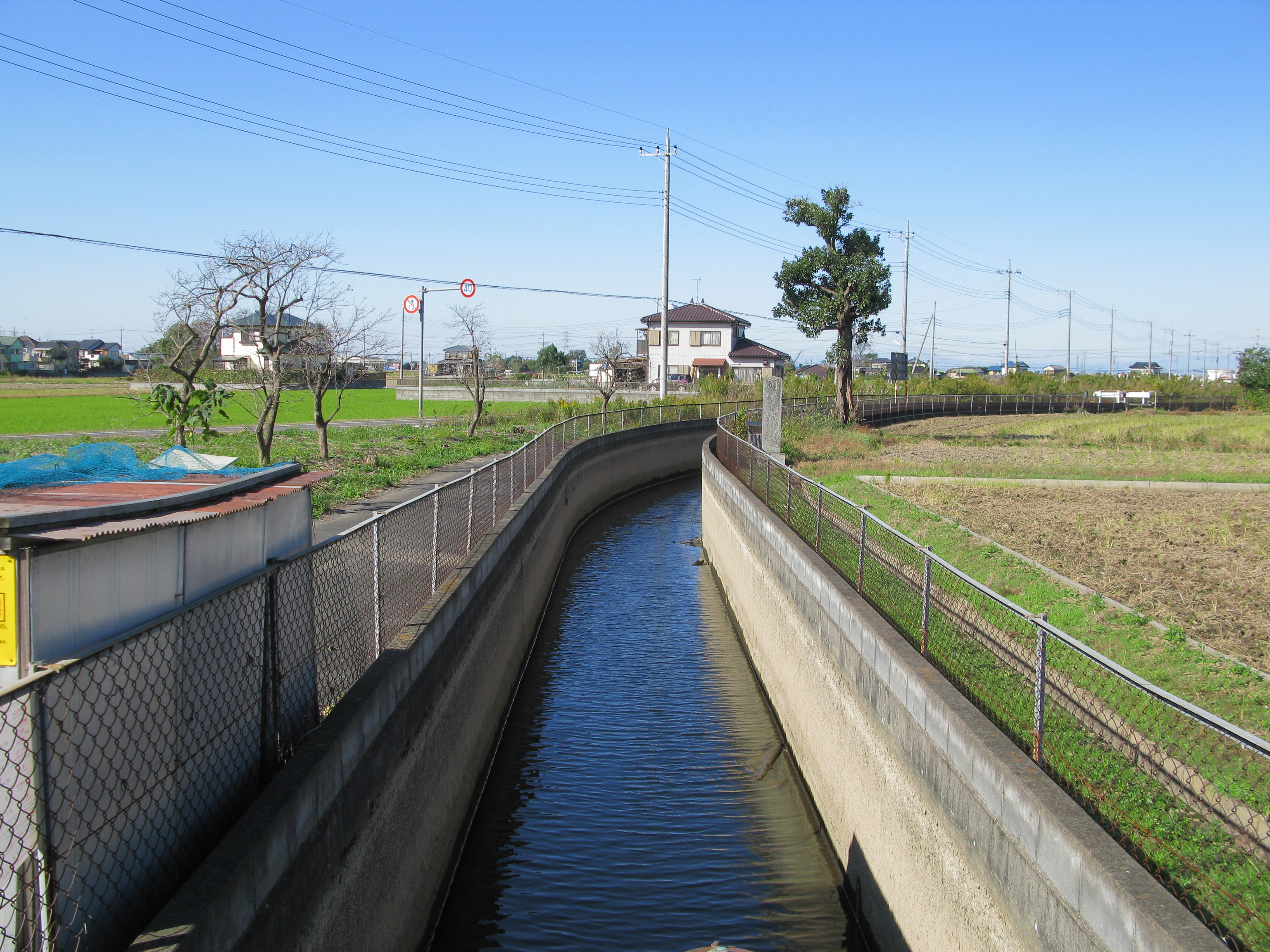
幸手市中野地区（非灌漑期）

- あづま橋（埼玉県道267号幸手境線）
- 新田橋
- 名称不明
- 名称不明
- 名称不明
- （埼玉県道371号下吉羽幸手線）
- （首都圏中央連絡自動車道）
- （埼玉県道371号下吉羽幸手線）
- （埼玉県道26号境杉戸線）
- （埼玉県道383号惣新田幸手線）
- 名称不明
- 蛭子橋
- 名称不明
- （埼玉県道183号次木杉戸線）
- 名称不明
- 名称不明
- （埼玉県道319号惣新田春日部線）
- 名称不明

## 周辺の施設
- 行幸湖
- 権現堂堤
- 権現堂川用水記念碑
- 揚水機場